# Eurosport 2
Eurosport 2 è, dopo Eurosport 1, il più grande network televisivo di sport a pagamento che trasmette sul satellite dell'Europa disponibile in molti paesi del mondo.

## Storia
Eurosport 2 trasmette tutti gli eventi internazionali più esclusivi delle due e quattro ruote come il MotoGP, MX1, Motocross, inoltre il tennis, il ciclismo, gli sport invernali e un ampio spazio dedicato alle discipline mai viste in TV come lo squash, il badminton, il curling, il tennis da tavolo, la lotta libera e tanti altri ancora.
In Italia è visibile sul canale 211 di Sky con il pacchetto Sky TV. Dal 5 febbraio 2010 il canale trasmette nel formato panoramico 16:9.
Il 5 aprile 2011 i canali Eurosport rinnovano logo e grafica.
Il 1º agosto 2013 Eurosport e Mediaset hanno concluso un accordo per la trasmissione di Eurosport 2 ed Eurosport anche sul digitale terrestre sulla piattaforma Mediaset Premium dal 1º novembre 2013.
Il 13 novembre 2015 Eurosport 2 rinnova il logo e le grafiche.
Il 28 febbraio 2019 il canale interrompe le trasmissioni su Mediaset Premium e resta disponibile solo su Sky.
Dal 1º agosto 2019 il canale è visibile anche sulla piattaforma DAZN.
Dal 9 settembre 2020 il canale è visibile esclusivamente in HD sul satellite; tuttavia la versione SD del canale continua ad essere disponibile in streaming su Sky Go.
Dal 14 settembre 2020 il canale è disponibile in streaming, insieme a Eurosport 1 sulla piattaforma Dplay Plus; sempre dalla stessa data viene rimossa la dicitura HD dal logo dell'emittente e la versione SD viene rimossa e rimpiazzata da quella HD anche su Sky Go.
Dal 1º luglio 2025, a seguito del mancato rinnovo tra Comcast e Warner Bros. Discovery, in Italia il canale assieme ad Eurosport 1 ha terminato le sue trasmissioni su Sky e NOW. Dalla stessa data l'applicazione discovery+ non è più disponibile su Sky Q, Sky Stream e Glass.

## Altre versioni

### Eurosport 2 HD
Eurosport 2 HD è la versione in alta definizione del canale Eurosport 2. Dal 29 dicembre 2011 il canale trasmette anche in Italia sul canale 212 dello Sky Box HD. Dal 24 febbraio 2014 il canale passa al numero 211 dello Sky Box HD, lascia il pacchetto Sky Sport ed è visibile a tutti gli abbonati a Sky con il pacchetto base Sky TV. Dal 1º agosto 2019, analogamente alla controparte in definizione standard, è visibile anche sulla piattaforma DAZN.

## Loghi

10 gennaio 2005 - 5 aprile 2011
5 aprile 2011 - 13 novembre 2015
In uso dal 13 novembre 2015